# Hội chứng sợ bay
Hội chứng sợ bay là một nỗi sợ hãi khi ở trên máy bay, hoặc các phương tiện bay khác, chẳng hạn như trực thăng đang bay. Nó cũng được gọi là một loại ám ảnh bay, nỗi sợ hãi hoặc ám ảnh đối với các chuyến bay. Lo âu cấp tính do bay có thể được điều trị bằng thuốc chống lo âu. Tình trạng này có thể được điều trị bằng liệu pháp phơi nhiễm, bệnh nhân có thể đạt kết quả tốt hơn khi kết hợp với liệu pháp hành vi nhận thức.

## Phân loại
Hội chứng sợ bay là một loại ám ảnh cụ thể và được phân loại trong Sổ tay chẩn đoán và thống kê các loại rối loạn tâm thần, tái bản lần 5.

## Triệu chứng
Những người mắc Hội chứng sợ bay sẽ trải qua nỗi sợ hãi dữ dội khi ngồi trên máy bay hoặc thứ gì đó bay được, sợ hãi dai dẳng hoặc lo âu trước khi lên máy bay, cũng như khi bay. Họ sẽ tránh né những chuyến bay nếu họ có thể, và nỗi sợ hãi, lo lắng, sẽ gây nên những căng thẳng đáng kể và đồng thời làm giảm khả năng hoạt động của các bộ phận trên cơ thể họ. Cất cánh, thời tiết xấu, và bất ổn xuất hiện là những khía cạnh gây lo lắng nhất của việc tham gia vào một chuyến bay.
Các biểu hiện cực đoan nhất có thể bao gồm các cuộc khủng hoảng tinh thần đáng sợ hoặc ói mửa khi chỉ đơn thuần nghe đến hay đề cập đến một chuyến bay hoặc máy bay. Khoảng 60% số người mắc Hội chứng sợ bay báo cáo rằng họ còn mắc phải những rối loạn lo âu khác.

## Nguyên nhân
Nguyên nhân của Hội chứng sợ bay và các cơ chế mà nó duy trì không được hiểu rõ từ năm 2016.

## Chẩn đoán
Chẩn đoán hội chứng này thường là các chẩn đoán lâm sàng. Nó thường rất khó để xác định các ám ảnh cụ thể của hội chứng sợ bay khi chỉ dựa vào các chẩn đoán cơ bản, vì thế cần phải xem xét kỹ lưỡng vì hội chứng sợ bay có thể là một triệu chứng của rối loạn lo âu tổng quát hoặc các rối loạn lo âu khác.

## Điều trị
Lo âu cấp tính do bay có thể được điều trị bằng thuốc chống lo âu. Tình trạng này có thể được điều trị bằng liệu pháp phơi nhiễm, bao gồm sử dụng các thiết bị thực tế ảo, liệu pháp này sẽ đạt được hiệu quả tốt hơn khi kết hợp với liệu pháp hành vi nhận thức. Các kỹ thuật thư giãn và giáo dục về an toàn hàng không cũng có thể hữu ích khi kết hợp điều trị với các liệu pháp khác.

## Kết quả
Các nghiên cứu về hiệu quả của việc điều trị hội chứng sợ bay bằng liệu pháp nhận thức hành vi đã báo cáo rằng tỷ lệ giảm lo lắng chiếm khoảng 80%, tuy nhiên có rất ít bằng chứng cho rằng liệu pháp này sẽ hoàn toàn loại bỏ được hội chứng sợ bay.

## Dịch tễ học
Ước tính tỷ lệ hiện mắc hội chứng sợ bay dao động từ 2,5% đến 40% dân số.

## Lịch sử
Hội chứng sợ bay lần đầu tiên được thảo luận trong các tài liệu y sinh của một bác sĩ ở Anh vào cuối Thế chiến thứ nhất, người gọi nó là "chứng loạn thần kinh của phi công" và nó đã mô tả những phi công và phi hành đoàn đang lo lắng về việc phải tham gia chuyến bay. Nó đã không được thảo luận nhiều cho đến những năm 1950 khi có sự gia tăng của du lịch hàng không thương mại cũng như sự phổ biến của phân tâm học. Bắt đầu từ những năm 1970, hội chứng sợ bay đã được chứng nhận thông qua các cách tiếp cận hành vi và nhận thức.

## Trong xã hội
Ngay sau vụ tấn công ngày 11 tháng 9, người Mỹ đã chọn di chuyển nhiều hơn bằng xe hơi thay vì máy bay; vì lượng giao thông tăng thêm, khoảng 350 người chết vì tai nạn giao thông nhiều hơn bình thường.

## Hướng nghiên cứu
Tính đến năm 2016, nguyên nhân của hội chứng sợ bay cũng như các cơ chế tâm lý còn tồn tại chưa được nghiên cứu kỹ lưỡng. Một vài nghiên cứu đã xem xét liệu các cơ chế như tương quan ảo ảnh và tuổi thọ có phải có mặt ở tất cả hay hầu hết mọi người mắc hội chứng sợ bay cũng như những người mắc phải các ám ảnh cụ thể khác hay không; những nghiên cứu này đã không dẫn đến các kết quả rõ ràng.
Nghiên cứu những cách hiệu quả nhất để điều trị hoặc quản lý nỗi sợ hãi khi đang bay là rất khó khăn do không có khả năng bao gồm giả dược hoặc các cách kiểm soát khác trong các nghiên cứu này.